# Michele Miglionico
Michele Miglionico (Milano, 9 maggio 1965) è uno stilista italiano.

## Biografia

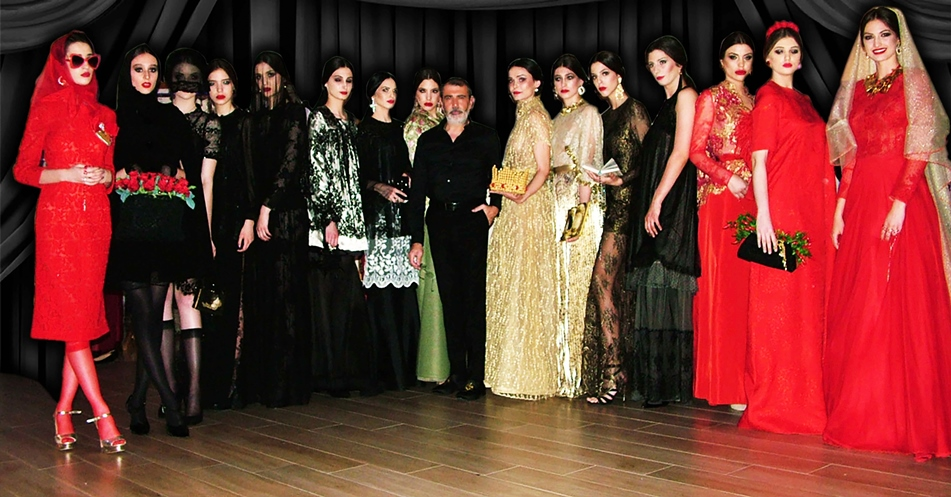
Michele Miglionico ospite al Montenegro Fashion Week

Figlio di un sarto di Caraceni, Michele Miglionico inizia la propria carriera nel mondo della moda nel 1989 aprendo un atelier a Potenza. Nel 2000 Miglionico esordisce nel campo dell'alta moda a Roma, presentando la propria collezione dedicata all'Arma dei Carabinieri presso Palazzo Barberini
Nel novembre 2002, Michele Miglionico apre il suo primo atelier a Roma, in Via Veneto.
La sua moda si ispira a Valentino e al primo Yves Saint-Laurent. I suoi colori preferiti sono il bianco, nero e rosso scarlatto. Tra i tessuti maggiormente utilizzati, il crêpe doublé, il georgette e il mousseline, doppio crêpe di lana, morbidi cachemire, la mousseline di seta.
Nel corso della sua carriera ha vestito molti volti noti del mondo dello spettacolo tra cui Ornella Muti, Martine Brochard, Laura Forgia, Florinda Bolkan, Serena Autieri, Yasemin Sannino Roberta Capua, Elisa Isoardi e Sofia Bruscoli., Maria Grazia Cucinotta, Elsa Martinelli, Ana Kanakis, Caterina Vertova, Luisa Ranieri, Maria Rosaria Omaggio, Ramona Badescu, Vanessa Hessler, Camilla Sjoberg, Cosetta Turco, Elisabetta Pellini; per la musica le cantanti, Yasemin Sannino, Francesca Schiavo, Ana Karina Rossi; per la televisione le conduttrici televisive Roberta Capua, Lorella Landi, Elisa Isoardi, Sofia Bruscoli, Nathalie Caldonazzo, Arianna Ciampoli, Metis Di Meo, Monica Marangoni e le showgirl Roberta Morise, Elena Ossola, Angela Tuccia Sara Facciolini e Laura Lena Forgia; per lo sport l'atleta Azzurra Laura Vernizzi; per il giornalismo televisivo Anna La Rosa, Maria Concetta Mattei, Cinzia Malvini, Fabiana Giacomotti e per i concorsi di bellezza Stefania Bivone Miss Italia 2011 e Sherlyn Furneau Miss World 2012.
Inoltre, veste le attrici Laura Forgia e Nathalie Caldonazzo nel film Il mondo di mezzo per la regia di Massimo Scaglione.
Le sue creazioni hanno calcato le principali passerelle italiane: Roma, Napoli, Capri, Firenze, Venezia, Taormina, Milano, Bari, Caserta, Matera, Caltanissetta, Civitavecchia, Paestum, Maratea, Brindisi, Lecce; passerelle internazionali: Parigi, Londra, Monte Carlo, Madrid, Bruxelles, Anversa, Amsterdam, Belgrado, Podgorica, Mosca, Beijing, Dalian (Cina), Qingdao (Cina) Chongqing (Cina), Washington, Mahè (Seychelles), Marrakech (Marocco) ed il red carpet della 80ª edizione degli Academy Awards di Los Angeles e della 68ª edizione del Festival de Cannes.
Nel corso degli anni ha presieduto in Italia e all'estero varie giurie per "Concorsi Giovani Stilisti"  e ha tenuto, presso Istituti ed Accademie Italiani di Moda in qualità di docente, lezioni nell'ambito del "Master di Alta Moda e Fashion Design, Master di Comunicazione e Marketing della Moda".
Varie le iniziative alle quali lo stilista ha partecipato per opere di beneficenza.
Vari i premi e riconoscimenti ricevuti tra i quali Premio “Lucani Insigni” edizione 2023 istituito con la legge regionale n. 18 del 2005. Il Consiglio Regionale della Basilicata con tale iniziativa premia personalità lucane e straniere, residenti in Italia o all’estero, che hanno dato il proprio contributo nel campo sociale, scientifico, artistico e letterario e che si sono impegnate nella diffusione e nella conoscenza dell’identità lucana.